# Filogeografia

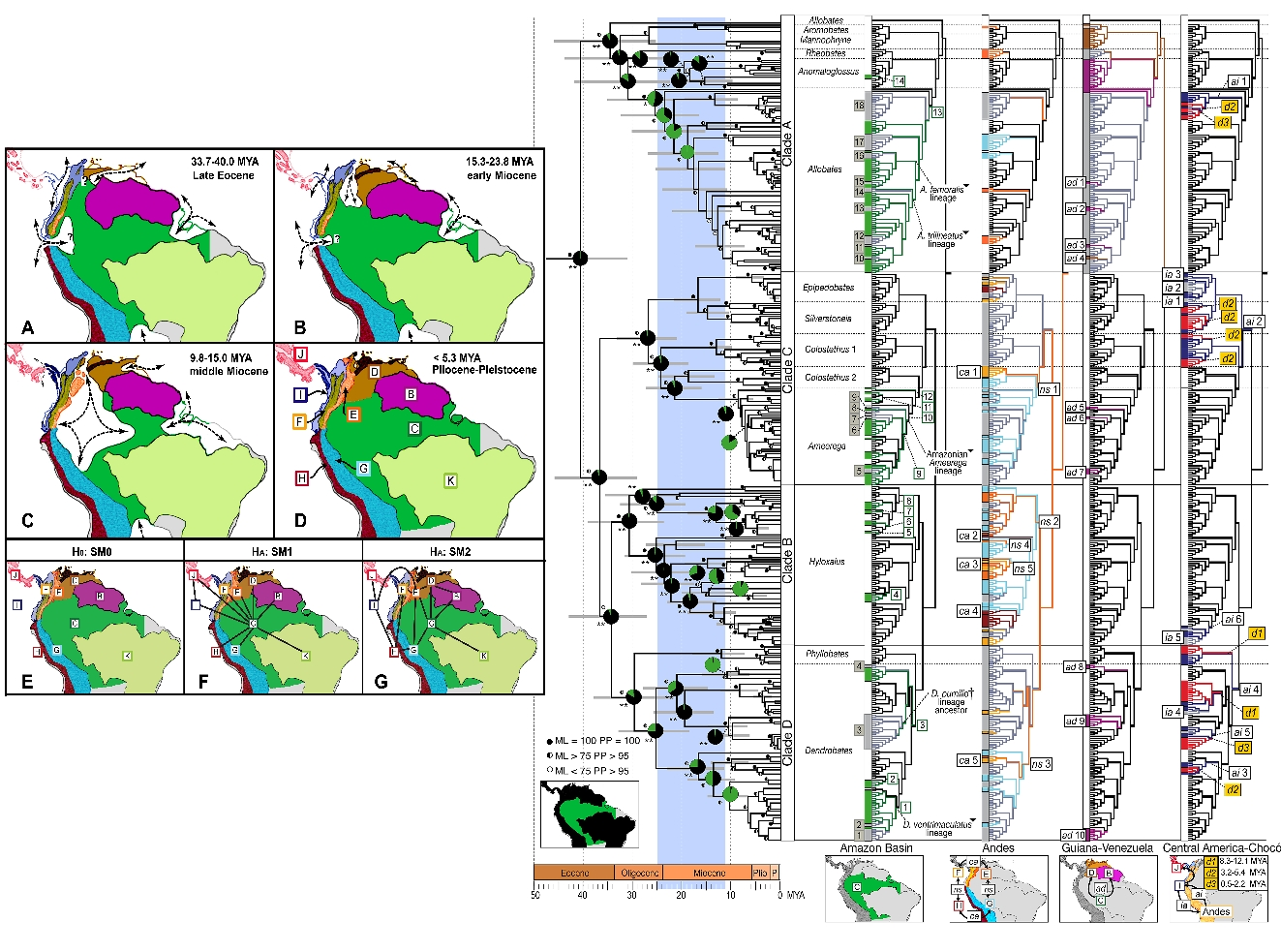
A imagem mostra a filogeografia de Dendrobatidae na América do Sul. O mapa mostra as principais regiões biogeográficas e as suas mudanças ao longo do tempo, e à direita, a árvore filogenética mostra as linhagens surgidas ao longo do tempo, em contexto dentro dessas regiões.

A filogeografia é uma área de estudo que trata das relações evolutivas das espécies e a distribuição dessas em diferentes regiões do planeta em determinado período de tempo (Avise, 1987). Dessa forma, a área de estudo une esses dois princípios, tendo como objetivo a explicação dessas relações evolutivas no contexto de distribuição geográfica das espécies. Para tal, são tratados dentro da filogeografia, princípios evolutivos e da genética como a seleção natural, a deriva genética e o fluxo gênico.
Assim, compreende-se essa área através do estudo dos processos históricos que podem ser responsáveis pela distribuição geográfica contemporânea de indivíduos. Isto é conseguido considerando a distribuição geográfica dos indivíduos à luz dos padrões numa genealogia genética. Este termo foi introduzido para descrever sinais genéticos geograficamente estruturados dentro e entre espécies. Um foco explícito na biogeografia/passado biogeográfico de uma espécie diferencia a filogeografia da genética populacional clássica e da filogenética. Eventos passados que podem ser inferidos incluem expansão populacional, efeitos de gargalo, vicariância e migração. Abordagens desenvolvidas recentemente que interpretam a teoria do coalescente ou a história geneológica dos alelos e informação sobre a distribuição geográfica podem responder com mais exactidão aos papéis relativos das diferentes forças históricas que moldam os padrões atuais.

## Desenvolvimento
Apesar do termo filogeografia ter sido usado pela primeira vez em 1987, já existia como campo de estudo há muito mais tempo. A biogeografia histórica estudava como as condições geológicas, climáticas e ecológicas históricas influenciaram a distribuição actual das espécies. Como parte da biogeografia histórica, investigadores andavam a avaliar a relação evolutiva e geográfica de organismos anos antes. Dois desenvolvimentos durante as décadas de 1960 e 1970 foram particularmente importantes em formar os alicerces para a filogeografia moderna; a primeira foi a divulgação do pensamento cladístico, e o segundo foi o desenvolvimento da teoria da tectónica de placas. A resultante escola de pensamento foi a biogeografia de vicariância, que explicava a origem de novas linhagens através de eventos geológicos como o afastamento de continentes ou a formação de rios. Quando uma população contínua (ou espécie) era dividida por um rio ou uma nova cadeia montanhas (isto é, um evento vicariante), daria origem a duas populações (ou espécies), passando tempo suficiente desde a separação. A paleogeografia, geologia e paleoecologia eram campos importantes que forneciam informação que era depois integrada na análise filogeográfica.
A filogeografia tem uma perspectiva sobre a biogeografia ligada à genética populacional e filogenética. Em meados da década de 1970, análises de genética populacional viraram-se para marcadores mitocondriais. O advento da reacção da polimerase em cadeia (PCR), o processo pelo qual milhões de cópias de um segmento de DNA pode ser replicado, foi crucial no desenvolvimento da filogeografia. Graças a este avanço, a informação contida nas sequências de DNA mitocondrial tornou-se muito mais acessível. Avanços tanto em métodos laboratoriais (por exemplo, na tecnologia de sequenciação de DNA por capilares) que permitiram uma sequenciação de DNA mais rápida e métodos computacionais que fazem melhor uso dos dados (por exemplo, usando a teoria do coalescente) ajudaram a melhorar as inferências filogeográficas.
Trabalhos filogeográficos iniciais foram criticados recentemente pela sua natureza narrativa e falta de rigor estatístico (ou seja, não testou hipóteses alternativas estatisticamente). O único método real era a "Nested Clade Analysis" (NCA) do Alan Templeton, que usava uma chave de inferência para determinar a validade de um certo processo a explicar a concordância entre distância geográfica e a proximidade genética. Abordagens recentes tomaram uma abordagem estatística mais forte à filogeografia do que inicialmente. Esta abordagem tem sido também criticada por apresentar uma proporção elevada de falsos positivos, erros do tipo I.
Exemplo
Mudanças climáticas, tais como os ciclos de glaciações dos passados 2,4 milhões de anos, restringiu periodicamente espécies para refúgios disjuntos. Estas áreas restritas podem ter resultado em populações com efeitos de gargalo que reduzem a variação genética. Quando uma reversão das condições climáticas permite a migração para fora das áreas de refúgio, estas espécies espalham-se rapidamente para novo habitat disponível. Vários estudos empíricos encontraram assinaturas genéticas deste cenário de refúgio e expansão pós-glacial. Isto ocorreu tanto nos trópicos assim com em regiões temperadas que eram influenciadas por glaciares.
Entender o padrão de distribuição das linhagens, e aqui entende-se linhagem tanto espécie como diferentes populações com fluxo gênico limitado (podendo ser até inexistente) entre si, é uma tarefa que exige uma interdisciplinaridade profunda, principalmente acompanhada pela biogeografia. A descontinuidade ou diminuição do fluxo gênico entre linhagens pode ser explicada por diversos fatores, e notada por outros. Pode ser explicada pelo surgimento de barreiras naturais, por exemplo, e notada principalmente por análise de marcadores moleculares entre as populações.
Avise (1987) propôs 3 premissas para a filogeografia na distribuição das linhagens que foram muito validadas com o tempo, são elas: 
1. A maioria das espécies são compostas de populações de estrutura geográfica em que seus membros ocupam ramos diferentes em uma genealogia;
2. Espécies que possuem pouca ou estrutura filogeográfica ausente são de hábitos que incluem dispersão de indivíduos ou grupos e ocupam áreas sem barreiras físicas notória que impeçam o fluxo gênico;
3. Populações monofiléticas muito distantes geneticamente surgem de duradouras barreiras ao fluxo gênico.

Seguindo essa premissa, Avise (1987) notou 5 possíveis padrões de distribuição de linhagens, resultantes da combinação entre diferença genética entre linhagens e suas localizações geográficas. São elas:
1. Barreiras físicas no meio e isolamento ocasionam diferenciação genética entre as populações separadas, devido à forças evolutivas, como mutação e seleção, por exemplo;
2. Caso a separação persista por tempo suficiente,  pode gerar clados monofiléticos entre si;
3. Em um possível contato posterior de linhagens divergentes separadas, elas  podem ocupar à mesma área, ocasionando linhagens divergentes próximas geograficamente;
4. Em um possível meio sem barreiras físicas e fluxo gênico indiscriminado, haveria homogeneidade entre os indivíduos que impedir o surgimento de novas linhagens (Cabe uma exceção para interrupções de fluxo gênico sem barreiras óbvias em ambientes muito diversos, como recifes de corais (Martins et al, 2022)[16];
5. É possível que exista linhagens que com distribuição reduzida e delimitada como consequência de baixo fluxo gênico contemporâneo entre populações historicamente ligadas.

Observa-se que espécies menos sensíveis à barreiras físicas, como aves por exemplo, tendem à uma menor ou ausente estruturação geográfica e menor diferenciação genética entre indivíduos, enquanto espécies mais sensíveis às barreiras e de menor dispersão, como pequenos marsupiais, como em descrito por Barros e colaboradores (2013) tendem à uma maior diferenciação genética entre indivíduos, formação de linhagens monofiléticas e de ocupação geográfica distintas. Essas observações são muito frequentes na natureza e validam de forma bem consistente as premissas e possíveis cenários de distribuição de Avise (1987).  Porém, observa-se exceções, como a capacidade de divisões de correntes limítrofes próximas à costa de interromper fluxo gênico até para espécies de alta dispersão (Martins et al, 2022).
Tendo em vista que os padrões filogeográficos são particulares da região e/ou do grupo estudado, veja uma síntese do padrão das espécies marinhas da costa brasileira e da América do Sul para verificar particularidades e generalidades desses padrões.

## Filogeografia das espécies marinhas da costa brasileira
Duas barreiras principais podem ser elencadas para responder quais vicariâncias mais criaram estruturas filogeográficas entre populações nas águas da costa brasileira: o Cabo de São Roque e a cadeia de montanhas submarinas  Vitória-Trindade, além de outras três barreiras impulsionadoras do isolamento. 
O Cabo de São Roque divide a Corrente Sul Equatorial em duas correntes: a do Brasil (para o Sul) e a do Norte do Brasil (para norte). Essa divisão foi reconhecida primeiramente para Panulirus argus (Diniz et al., 2005) e desde então foi notada à vários outros táxons (Martins et al, 2022). Essa relação de divisão de correntes é muito observada próximo das costas e aqui se consolida mais uma vez.
A cadeia de montanhas submarinas Vitória-Trindade também separa linhagens em regiões Norte-Sul, porém o interrompimento do fluxo gênico remete ao máximo glacial do Quaternário. Quando os níveis dos oceanos baixaram no Quaternário, a cadeia de montanhas submersa ficou mais evidente e alterou o fluxo gênico entre principalmente moluscos, corais, poliquetos e crustáceos (Martins et al, 2022). Outras estruturas, como a confluência da Corrente Brasil-Malvinas, a cadeia de estuários no sul do Brasil e o Cabo Santa Marta representam outros isoladores genéticos ao longo da costa, mas sua influência não é tão notável quanto as duas estruturas principais.
Ainda, a filogeografia brasileira carece de estudos substanciais (Martins et al, 2022). Metodologias mais precisas como uso de dados genômicos de alta resolução e modelagem ambiental podem ser uma alternativa para refinar as conclusões e gerar mais volume de trabalhos acerca desse assunto.

## Filogeografia da América do Sul
Por muito tempo a Teoria dos Refúgios, de Jürgen Haffer, explicou de forma satisfatória a biodiversidade no neotrópico, principalmente o amazônico. No entanto, principalmente para herpetofauna, as estruturações genéticas datavam de antes dos eventos do Pleistoceno, que sustentam a Teoria dos Refúgios. O que indicava que esse não foi o único evento que separou linhagens na América do Sul (Turchetto-Zolet, A. C., et al, 2012). Eventos orogênicos do Mioceno/Pleistoceno provavelmente já começaram uma interrupção no fluxo gênico da América do Sul, que se consolidou com as oscilações climáticas do Pleistoceno (Turchetto-Zolet, A. C., et al, 2012). Rios pelas bacias sul-americanas formaram estruturas também, mas em menor escala, principalmente os espelhados pela bacia amazônica e do Prata. Além disso, os Andes separou linhagens, como era esperado.
Apesar disso, os estudos filogeográficos no neotrópico ainda são escassos e insuficientes. Infelizmente quase 90% dos estudos se concentram em padrões de distribuição de vertebrados (Turchetto-Zolet, A. C., et al, 2012), o que limita a visão acerca do assunto. Análises em grupos vegetais e invertebrados poderiam contribuir para uma elucidação mais imparcial sobre a filogeografia sul-americana , além de análises mais restritas a biomas menores para verificar respostas passadas à estresses gerados pela variação climática às populações passadas (Turchetto-Zolet, A. C., et al, 2012).
O aumento do número dos estudos filogeográficos são atribuídos aos avanços recentes das técnicas de biologia molecular, principalmente o sequenciamento do ácido desoxirribonucleico (DNA, em inglês: deoxyribonucleic acid) e da reação em cadeia da polimerase (PCR, em inglês: polymerase chain reaction; Emerson & Hewitt, 2005). Essas técnicas possibilitaram a análise da variação das sequências de DNA no nível de indivíduos a espécies, permitindo a reconstrução de genealogias genéticas (estudo que usa o sequenciamento do DNA para inferir relações genéticas entre os indivíduos). Somado a essas técnicas, métodos analíticos e programas computacionais cada vez mais eficientes permitiram análises estatísticas que determinam com maior precisão as interpretações dos dados obtidos e padrões filogeográficos, como por exemplo para história demográfica e relações evolutivas, refinando os estudos nessa área (Emerson & Hewitt, 2005; Turchetto-Zolet et al., 2013). Além disso, o conhecimento sobre as características biológicas das espécies, como comportamento e ecologia e estudos paleoclimáticos e geológicos, somados aos métodos de análise filogeográficos, provém um importante entendimento sobre a distribuição e diversidade genética das espécies (Kholodova, 2009). 
Os estudos filogeográficos podem ser baseados em diversas fontes de variação do DNA e marcadores genéticos, porém utiliza-se principalmente às variações de marcadores de sequência, microssatélites e polimorfismo de nucleotídeo único (SNPs, em inglês: single nucleotide polymorphisms; Turchetto-Zolet et al., 2013; McGaughran et al., 2022). Marcadores de sequência são regiões específicas do DNA (ou RNA), usadas para identificar indivíduos, populações e espécies, com base em suas semelhanças. Em particular, investigações no polimorfismo do DNA  mitocondrial (mtDNA), em espécies animais, e do DNA cloroplastidial (cpDNA), em plantas, são os escolhidos para estudos filogeográficos (Emerson & Hewitt, 2005). Além desses, marcadores específicos de sexo, de plantas e animais, são usados para analisar diferenças demográficas entre os sexos. Também, estudos com invertebrados usam o gene da subunidade I do citocromo oxidase (COI), que é um pouco limitado devido a sua baixa variação intraespecífica, limitando esse marcador para fins de uso filogeográficos (Kholodova, 2009). Já os microssatélites são unidades curtas (de 1 a 8 pares de base) que repetem nucleotídeos um após o outro. Essas repetições são distribuídas ao longo do genoma e possuem um alto polimorfismo, ou seja, são altamente variáveis entre indivíduos de uma mesma espécie (Chambers & MacAvoy, 2000). Além disso, o SNP é uma diferença na sequência do DNA, mas que altera somente uma base na sequência do genoma (Morin et al., 2004). Eles são abundantes  e difundidos no genoma de muitas espécies, evoluindo de maneira bem descrita por modelos de mutação simples (Morin et al., 2004).

### Marcadores Genéticos
A escolha de marcadores genéticos apropriados é fundamental para a compreensão da filogeografia de uma espécie, e por isso deve ser pensado de uma forma com que conte a história daquela filogenia específica da melhor maneira possível. O uso em conjunto de marcadores genéticos com modos de heranças (Figura 4) diferentes são recomendados, pois dessa forma fornecem uma visão ampla do cenário filogeográfico (Caparroz, 2003).
O mtDNA, por exemplo, é um excelente marcador para análise da diversidade e estrutura genética de uma população, grau de autonomia demográfica entre populações e processos demográficos pelos quais ela já passou, além das consequências de mudanças de condições ambientais e hibridização, ou seja, para estudos filogeográficos variados (Kholodova, 2009). Ele é um bom marcador por diversos motivos. Primeiramente, ele é herdado de maneira uniparental, o que simplifica a interpretação dos padrões de herança genética e apresenta uma baixa taxa de recombinação, mantendo a coesão genética ao longo do tempo (Turchetto-Zolet et al., 2013). Além disso, possuem elevadas taxas de mutação e sensibilidade a eventos demográficos, o que resulta em um elevado polimorfismo intraespecífico de linhagens mitocondriais e em uma divergência pronunciada que surge em curtos períodos de tempo. Devido a essas características, ocorrem o surgimento de diversos alelos ou haplótipos que, quando analisados, podem ser organizados filogeneticamente dentro da mesma espécie, revelando uma rede de transformações evolutivas subsequentes dentro da população (Avise, 1995). Dessa forma, a comparação entre sequências homólogas permite a aplicação deste marcador nos estudos dos processos históricos envolvidos na distribuição da variação genética das populações. 
Os microssatélites, por sua vez, são utilizados em estudos filogeográficos pois  possuem um  padrão de herança codominante, importantes para estudos filogeograficos pois contribuem para uma compreensão mais aprofundada da diversidade genética, das relações evolutivas e dos processos demográficos das populações (Caparroz, 2003). Além disso, possuem elevadas taxas de mutação, que resultam em variações nos números de repetições, conferindo uma característica polimórfica a essa região, permitindo a identificação de perfis característicos de indivíduos de uma mesma espécie (Turchetto-Zolet et al., 2013). O polimorfismo é analisado e identificado pela amplificação realizada por PCR na região que contém as repetições. Os microssatélites são margeados por regiões conservadas dentro e entre espécies (até mesmo entre gêneros ou níveis taxonômicos mais altos), que possibilitam o uso de iniciadores de PCR nessas regiões (Turchetto-Zolet et al., 2013). Após a amplificação, a genotipagem dos indivíduos será realizada por eletroforese ou por sequenciamento massivo de DNA (NGS). As informações obtidas pela análise dessa região proporcionam a identificação de padrões filogeográficos e questões como grau de mistura genética entre as populações e diferentes níveis de parentesco e fluxo gênico (Apostolidis et al., 2003; Zink, 2010; Georges et al., 2018). Porém, é importante destacar que o uso dos microssatélites é recomendado para investigações em uma escala de tempo recente, dentro de uma espécie ou entre espécies relacionadas, pois o sinal filogenético é perdido ao longo de poucas gerações.
A partir da análise dos dados obtidos por esses métodos, a história filogeográfica de uma espécie é determinada, ou seja, através da análise da genotipagem dos indivíduos, estrutura e topologia de árvores e redes de haplótipos construídas utilizando diversos modelos e métodos estatísticos (evolução mínima, vizinho mais próximo, economia máxima, máxima verossimilhança, análise Bayesiana, etc.), além da análise da distribuição geográfica de grupos filogenéticos e linhagens, são realizadas as estimativas sobre os tempos relativos de divergência para grupos filogenéticos individuais e os tamanhos das populações ancestrais (Emerson & Hewitt, 2005; Kholodova, 2009). Essas estimativas são importantes para entender como foram os processos microevolutivos. Porém, uma dificuldade que existe nesses estudos é a estimação da taxa de mutação em um fragmento de DNA analisado em uma espécie específica, que caso estimada de forma equivocada resultará em conclusões errôneas. Essa estimativa de mutação pode ser realizada comparando marcadores de espécimes modernos e fósseis (Kholodova, 2009).
Os diversos métodos de análise investigam diferentes aspectos da história molecular e espacial. Por isso, para reconstruir a história filogeográfica de uma espécie deve-se utilizar variados métodos e marcadores. Um exemplo são os marcadores ligados ao sexo, que podem revelar diferenças históricas entre dois sexos e elucidar a ocorrencia de processos de hibridação na formação do pool genético, para que dessa forma, seja possível fornecer uma história filogeográfica mais completa e confiável (Emerson & Hewitt, 2005). Ademais, deve-se combinar os resultados filogeográficos com estudos em áreas relacionadas que podem complementar as interpretações, como por exemplo, estudos de modelos ecológicos de nicho, paleontológicos, paleopalinológicos e geológicos, que podem fornecer informações sobre a essência dos processos de especiação e a história da formação do habitat (Kholodova, 2009).  

## Filogeografia e conservação
A filogeografia pode ajudar na priorização de áreas de alto valor para a conservação. Análises filogeográficas podem ter jogado um papel importante na definição de Unidades Evolutivas Significativas (ESUs, da sigla inglesa), uma unidade de conservação abaixo do nível da espécie que é muitas vezes definida por padrões genéticos e de distribuição geográfica únicos.
Um estudo recente sobre lagostins das Apalaches da América do Norte oriental demonstrou como as análises filogenéticas juntamente com a distribuição podem ajudar a reconhecer prioridades na conservação. Usando abordagens filogeográficas, os autores encontraram que, escondido no que se pensava ser uma única espécies amplamente distribuída estava presente uma espécies antiga e previamente não detectada. Decisões sobre conservação podem agora ser feitas para assegurar que ambas as linhagens recebam protecção. Resultados como estes são relativamente comuns resultando de estudos filogeográficas.
Um estudo sobre salamandras do género Eurycea, também nas Apalaches, descobriu que a taxonomia actual do grupo subestimava grandemente a diversidade a nível da espécie. Os autores deste estudo também encontraram que os padrões da diversidade filogeográfica estavam mais associados com conexões hidrográficas históricas (e não recentes), indicando que as mudanças maiores dos padrões hidrográficos da região tiveram um papel importante na geração da diversidade destas salamandras. A compreensão profunda da estrutura filogeográfica permitirá assim escolhas informadas na priorização de áreas de conservação.

## Filogeografia comparada
O campo da filogeografia comparada procura explicar os mecanismos responsáveis pelas relações filogenéticas e distribuição de espécies diferentes. Por exemplo, comparações de vários taxa pode clarificar as histórias de regiões biogeográficas. Por exemplo, análises de vertebrados terrestres na península da Baja California e peixes marinhos tanto no lado do Pacífico como do golfo mostraram assinaturas genéticas sugerindo um evento vicariante que afectou vários taxa durante o Pleistoceno ou Plioceno.
A filogeografia também dá uma perspectiva histórica à composição de comunidades. A história é relevante para a diversidade regional e local em duas maneiras. Por um lado, o tamanho e composição do conjunto das espécies regionais resulta do balanço entre especiação e extinção. Por outro lado, ao nível local, a composição da comunidade é influenciado pela interacção entre a extinção local de populações de uma espécie e recolonização. Uma abordagem filogenética comparativa nos Trópicos húmidos da Austrália indicam que os padrões de distribuição das espécies e de diversidade regionais são determinados em grande parte por extinções locais e subsequentes recolonizações correspondendo a ciclos climáticos.

## Filogeografia humana
A filogeografia também já provou ser útil na compreensão da origem e padrões de dispersão dos seres humanos (Homo sapiens). Baseado primeiramente em observações de vestígios de esqueletos de humanos antigos e estimações da sua idade, antropólogos propuseram duas hipóteses competidoras sobre as origens humanas. A primeira hipótese é conhecida como Modelo Out of Africa (saída de África) com substituição que defende que a última expansão para fora da África há 100 000 anos resultou na expulsão de todos as populações de Homo spp. na Eurásia pelos humanos modernos. Estas populações anteriores resultaram de uma onda de migração para fora da África anterior. O cenário multirregional afirma que indivíduos da mais recente migração para fora de África misturou-se geneticamente com as populações humanas provenientes de emigrações africanas mais antigas.
Um estudo filogeográfico que desvendou a Eva Mitocondrial que viveu em África há 150 000 anos forneceu, bem cedo, apoio ao modelos Out-of-Africa. Enquanto este estudo tem as suas limitações, recebeu atenção significativa tanto dentro do meio científico como do público em geral. Uma análise filogeográfica mais detalhada que usou dez genes diferentes ao invés de um único marcador mitocondrial indicou que ao menos duas grandes expansões para fora de África depois da expansão geográfica inicial de Homo erectus tiveram um papel importante em moldar o pool genético dos humanos modernos. Estes resultados demonstram o papel central de África na evolução dos humanos modernos, mas que o modelo multirregional também tem alguma validade.

## Filogeografia de vírus
Vírus são informativos na compreensão da dinâmica das mudanças evolutivas devido à sua taxa de mutação elevada e tempo de geração muito curto. A filogeografia é uma ferramenta útil para compreender as origens e distribuições de diversas estirpes virais. Uma abordagem filogeográfica foi usada em várias doenças que ameaçam a saúde humana, incluindo a febre de dengue, raiva, influenza e VIH. Igualmente, uma abordagem deste género muito provavelmente jogará um papel fundamental na compreensão dos vectores e expansão da gripe das aves (HPAI H5N1), demonstrando a relevância da filogeografia para o público em geral.

## Desafios e Futuro da Filogeografia
A filogeografia, que combina princípios da filogenia e da geografia para entender a distribuição espacial e temporal das espécies, enfrenta várias limitações atuais, mas também está diante de perspectivas empolgantes para o futuro.

### Limitações Atuais:

#### Dados incompletos e viés geográfico:
Muitas regiões do mundo permanecem sub amostradas ou sub estudadas, criando viés nos dados filogenográficos. Isso pode levar a conclusões imprecisas sobre a história evolutiva das espécies.
A maioria da produção científica na área vem do hemisfério Norte, dificultando a síntese comparativa da informação globalmente e limitando a compreensão da distribuição de espécies em países muito diversos.

#### Complexidade dos processos evolutivos:
A complexidade dos processos evolutivos é um desafio central na filogeografia. Lidar com uma variedade de processos, como migração, especiação, extinção e adaptação, requer modelos precisos e integrados que possam capturar a interação dinâmica desses eventos ao longo do tempo.
Um dos desafios é evitar o foco exclusivo em dados filogenéticos isolados, que podem fornecer apenas uma visão parcial da história evolutiva das espécies. É essencial combinar esses dados com informações sobre genótipos e outros marcadores, além de informações independentes da genética para obter uma compreensão mais completa e precisa dos processos evolutivos subjacentes.
Além disso, a falta de comparações históricas demográficas entre diferentes táxons é uma limitação significativa. Apenas uma pequena porcentagem de estudos filogeográficos realiza esse tipo de comparação, perdendo oportunidades de utilizar dados de forma mais eficiente e integrada. Ao integrar informações de diferentes táxons, podemos identificar padrões comuns e entender melhor os processos evolutivos que moldam a diversidade biológica.

#### Integração de dados multidisciplinares:
A integração de dados multidisciplinares é fundamental para avançar nosso entendimento dos processos evolutivos e geográficos na filogeografia. Embora a filogenética forneça uma base sólida para reconstruir as relações evolutivas entre as espécies, é crucial complementar essa abordagem com informações de outras disciplinas, como genética de populações e geociências.
A genética de populações fornece informações sobre a variabilidade genética dentro e entre populações, permitindo entender como os fatores genéticos influenciam a distribuição das espécies. A integração desses dados com a filogenética pode revelar padrões de migração, fluxo gênico e especiação que não seriam evidentes apenas pela análise filogenética isolada.
Além disso, as geociências desempenham um papel fundamental na reconstrução dos contextos ambientais e geográficos em que a evolução das espécies ocorreu ao longo do tempo. A análise de registros geológicos, mudanças climáticas e eventos tectônicos pode fornecer informações cruciais sobre a formação de barreiras geográficas, padrões de dispersão e eventos de extinção que moldaram a distribuição das espécies.

### Perspectivas Futuras:

#### Avanços tecnológicos:
Os avanços tecnológicos, como o desenvolvimento de tecnologias de sequenciamento de próxima geração (NGS, do inglês Next-Generation Sequencing) e análises bioinformáticas mais sofisticadas, estão permitindo a geração e análise de conjuntos de dados genômicos em grande escala. Com o NGS, podemos sequenciar genomas inteiros com maior rapidez e eficiência, permitindo a obtenção de uma quantidade maior de informações genéticas em um curto período de tempo. Além disso, o custo reduzido do sequenciamento de DNA tornou-o mais acessível, possibilitando a realização de estudos filogeográficos em uma escala sem precedentes. 
Esses avanços tecnológicos não se limitam apenas ao sequenciamento de DNA. Métodos analíticos mais sofisticados, como a filogenômica, permitem a reconstrução de árvores filogenéticas mais precisas e a identificação de padrões evolutivos complexos. A filogenômica combina dados genômicos de várias fontes, como genomas mitocondriais e nucleares, para obter uma compreensão mais completa da história evolutiva das espécies. Além disso, as técnicas de modelagem estatística estão sendo aprimoradas para lidar com conjuntos de dados genômicos complexos e incorporar informações geográficas, permitindo uma análise mais precisa da relação entre genética e geografia na distribuição das espécies ao longo do tempo.

#### Modelagem espacial explícita:
A modelagem espacial explícita tem se tornado uma ferramenta essencial na filogeografia, permitindo uma análise mais detalhada dos padrões de dispersão e colonização das espécies ao longo do tempo. Essa abordagem envolve o uso de modelos que levam em consideração as características da paisagem ecológica, como topografia, vegetação e condições climáticas, para entender como esses fatores influenciam a distribuição das espécies. Os modelos espaciais explícitos são capazes de simular cenários realistas de migração e colonização, fornecendo insights valiosos sobre os processos evolutivos que moldaram a distribuição geográfica das espécies. Além disso, esses modelos podem ser usados para prever como as mudanças ambientais futuras podem afetar a distribuição das espécies, ajudando na conservação e manejo da biodiversidade.
Ao integrar múltiplas abordagens metodológicas, os pesquisadores podem explorar de forma mais completa as complexas interações entre genética, geografia e ambiente que influenciam a distribuição das espécies. Essa abordagem permite uma avaliação mais eficiente dos padrões filogenográficos e fornece insights importantes para a conservação da biodiversidade em um mundo em rápida mudança.